# 数据窃取
数据窃取是指未經授權下，複製或刪除組織的電子資訊。
数据窃取主要因為系統管理員以及可以接觸資料庫伺服器、桌上電腦、以及有儲存功能的行動裝置（如USB隨身碟、iPod甚至是數位相機）的員工所造成，数据窃取的現象逐漸變多，而有儲存功能的行動裝置也越來越多。由於員工在公司為了機密資料或是有著作權的資料花了許多的時間和心力，可能會因為認為他們有權在離開公司時複製或刪除部份內容，或是在公司時不依規定使用這些資料。資訊可能會販售給罪犯及以犯罪組織，供他們使用。不過，有些員工為了要揭發雇主的不當行為，會刻意揭露一些資訊。以社會的觀點來看，這種吹哨者的行為是正面的，在一些司法管轄區中是受保護的（例如美國的吹哨人保护）。
常見的情境是業務人員為了其下一份工作的需求，複制聯絡人的資訊，這是違反聘雇條款的。
著名的数据窃取案例有將美軍機密檔案外洩給維基解密網站的切爾西·曼寧，以及吹哨人爱德华·斯诺登及埃爾韋·法爾恰尼。

## 数据窃取的方式

### Thumbsucking
Thumbsucking是刻意的用可攜式USB大容量存储设备（例如USB隨身碟），非法的從網路端點中下載機密資料
據說以往曾用USB隨身碟，在未經授權的情形下，從洛斯阿拉莫斯金庫刪除了高度機密的美國核武設計資料。
因為以下的原因，加大了Thumbsucking的威脅：
- 可攜式USB存储设备的容量越來越大。
- 大容量可攜式USB存储设备的成本越來越低。
- 網路越來越分散，遠端網路存取點的數量增加，連接網路的方法也變多了，因此網路滲入的可能性也提高了。

## 数据窃取的調查
数据窃取的調查技術包括隨機鑑識、數位制品分析（特別是針對USB隨身碟的分析）、以及其他的電腦鑑識技術。

## 外部連結
- Readers Weigh In: Is the IPod a Threat or a Scapegoat?
- Online Behaviours that can Lead to Data Theft （页面存档备份，存于）